# Friedrich Leopold zu Stolberg-Stolberg
Friedrich Leopold zu Stolberg-Stolberg (ur. 7 listopada 1750 w Bad Bramstedt, zm. 5 grudnia 1819) – niemiecki poeta z Holsztynu i duński dyplomata.
Od 1770 roku studiował w Halle (razem z nim studiował tam jego brat Christian zu Stolberg (1748-1821).
W roku 1777 biskup Lubeki mianował go swym posłem w Danii, tam przeszedł na służbę tego kraju.
W roku 1788 został ambasadorem Danii w Berlinie, gdzie dołączył do niego (w 1789) siostrzeniec Christian Günther von Bernstorff (1769-1835) jako sekretarz legacji. W Berlinie ożenił się i zakończywszy misję (w 1790) udał się w podróż po Europie, w której towarzyszył mu Goethe.
Jako poeta tworzył w języku niemieckim.

## Dzieła poetyckie
- Leben Alfreds des Grossen, and a voluminous Geschichte der Religion Jesu Christi (17 tomów 1806-1818),
- Balladen (1779),
- Iambics (1784),
- Reisen (1791),
- Büchlein der Liebe.